# Alexandra Hjort
Alexandra Hjort, född 1976, är en svensk porrskådespelerska. Hon har jobbat under bland annat Max's Film.

## Filmografi
- Bakhalt i Åre
- Svenska nybörjare 7
- Porramatörerna (2003)
- Svenska porrstjärnor (2002)
- Iskallt begär (2002)
- Farlig potens (2002)
- Ridskolan (1) (2001)
- Lolitans sommarlov (2001)
- Lustgården (2000)
- Dalkullan (2000)
- Svenska nybörjare 4 (1994)
- Teeny Heaven (1997)